# Schefflera crassifolia
Schefflera crassifolia är en araliaväxtart som beskrevs av Elmer Drew Merrill. Schefflera crassifolia ingår i släktet Schefflera och familjen araliaväxter. Inga underarter finns listade.